# Небеса (фільм, 1940)
«Небеса» — радянський художній фільм-комедія 1940 року, знята режисером Юрієм Таричем на Одеській кіностудії.

## Сюжет
Андрон, після вступу в «Осоавіахім», організовує у своєму колгоспі аероклуб і вирішує побудувати парашутну вежу. Але голова колгоспу Прокофій Іванович категорично проти: і проти вежі, і проти авіації загалом, а льотчик парашута Саша Орєшкін, який доставив парашут в колгосп, просить руки його дочки Вареньки. Прокофій Іванович приховує привезений льотчиком парашут, приймаючи його за шмат шовку, призначений для подарунку Варі, і повідомляє Орєшкіну, що у його дочки начебто є наречений і везе її на риболовлю. Однак це не перешкода для закоханих — Саша на гідролітаку летить до місця риболовлі і там зустрічає свою кохану. Пілот стає частим гостем колгоспу, допомагає в колгоспних справах, виконує польові польоти і швидко рятує Прокофія Івановича, який мало не затонув на риболовлі. У підсумку, хитрощі голови, спрямовані проти вежі та зустрічі закоханих, будуть подолані молодими, відбувається весілля Варі та Саши, а Порфирій Іванович, переоцінюючи роль авіації та бачачи корисність її у сільському господарстві, стрибає з вежі з парашутом.

## У ролях
- Анатолій Алексєєв —  Андрон, осоавіахімовець
- Микола Макаренко —  Саша Орєшкін, льотчик
- Сергій Калінін —  Прокофій Іванович, голова колгоспу
- Ніна Нікітіна —  Варя, його дочка
- Лідія Карташова —  Анна Микитівна
- Іван Чувельов —  льотчик Лєпкін
- Костянтин Сорокін —  Миронов
- Петро Аржанов —  товариш Орєшкіна
- Олександра Данилова — рибалка
- Ніна Петропавловська — рибалка
- Андрій Мірошниченко — пілот

## Знімальна група
- Режисер — Юрій Тарич
- Сценаристи — Віктор Віткович, С. Таде
- Оператор — Микола Большаков
- Композитор — Василь Соловйов-Сєдой
- Художники — Володимир Каплуновський, Костянтин Урбетіс, Сергій Худяков